# The Emptiness
The Emptiness é o terceiro álbum de estúdio da banda de post-hardcore americana Alesana. Foi gravado na primavera de 2009 e lançado em 26 de Janeiro de 2010. O álbum estava disponível em pré-lançamento no iTunes em 14 de Janeiro e ficou em streaming em 21 de Janeiro cinco dias antes do lançamento oficial. O álbum alcançou a posição #68 na Billboard 200.

## Estilo
A banda sempre se inspirara em seus contos e histórias preferidas, como os contos dos Irmãos Grimm e da mitologia grega. Para este álbum, Alesana se inspirou no poema "Annabell Lee", de Edgar Allan Poe. A história do poema também está resumidamente incluida na capa do CD. Poe escreveu Annabel Lee inspirado em seus sentimentos após a morte de sua esposa, Virginia Eliza Clemm Poe, sendo que ele mesmo morreu pouco depois em Baltimore, que é considerado o "berço" de Alesana. "Annabel Lee" foi o último poema completo de Poe.

### História
O personagem principal da história do CD é conhecido como "The Artist", que um dia acorda e percebe que sua amante, Annabel, está morta. Aterrorizado e deprimido, ele a enterra em seu porão e foge até uma taberna próxima. Ele escuta várias risadas de alegria, e decide que se ele não está feliz ninguém mais poderia estar, e em um ato de fúria, mata todos no local. Após uma procura incansável pelo assassino de Annabell, chamado no álbum de "The Thespian", ele finalmete o encontra no final da história e o enfrenta, lutando até a morte. The Artist é esfaqueado com um punhal e subitamente se vê em um quarto com Annabel, segunrando o mesmo punhal. Na última faixa do álbum, "Annabel", a história muda imediatamente, onde Annabel explica a farsa da mente de The Artist e diz como ele estava aos poucos chegando a loucura, assim como mais violento. Apesar dela o amar, ao final ela teve que tirar sua vida com uma faca. (retirado da faixa "Annabell" - I handed you a knife and my heart - Eu lhe entreguei a faca e meu coração.)

A irmã de Shawn, Melissa Milke, que já participara nos vocais de algumas músicas do Alesana, dessa vez faz em The Emptiness a voz de Annabel, em que ela faz algumas citações.

## Faixas
| Críticas profissionais | Críticas profissionais |
| Avaliações da crítica  | Avaliações da crítica  |
| Fonte                  | Avaliação              |
| ---------------------- | ---------------------- |
| Rock Sound             | [ 8 ]                  |
| Under the Gun Review   | (7/10)                 |
| Allmusic               | [ 10 ]                 |

As faixas foram divulgadas em novembro de 2009 no myspace da banda.
| N.º            | Título                            | Duração |  |
| 1.             | "Curse of the Virgin Canvas"      | 4:49    |  |
| 2.             | "The Artist"                      | 3:46    |  |
| 3.             | "A Lunatic's Lament"              | 4:04    |  |
| 4.             | "The Murderer"                    | 4:33    |  |
| 5.             | "Hymn for the Shameless"          | 5:38    |  |
| 6.             | "The Thespian"                    | 4:41    |  |
| 7.             | "Heavy Hangs the Albatross"       | 3:51    |  |
| 8.             | "The Lover"                       | 3:25    |  |
| 9.             | "In Her Tomb By the Sounding Sea" | 3:41    |  |
| 10.            | "To Be Scared By an Owl"          | 4:10    |  |
| 11.            | "Annabel"                         | 7:18    |  |
| Duração total: | Duração total:                    | 50:00   |  |

### Singles
- "To Be Scared by an Owl"
- "The Thespian"

### Videoclipes
- "The Thespian"

## Produção

### Alesana
- Dennis Lee — Vocal (2004-presente)
- Shawn Milke — Vocal, Guitarra, Piano (2004-presente)
- Patrick Thompson — Guitarra (2005-presente)
- Shane Crump — Baixo (2007-presente)
- Jeremy Bryan — Bateria (2005-presente)
- Jake Campbell — Guitarra e Vocal

### Produtores
- Kris Crummett[2] - Produção musical